# Jean Wendling
Jean Wendling (ur. 29 kwietnia 1934 w Bischheim) – piłkarz francuski grający na pozycji obrońcy. W swojej karierze rozegrał 26 meczów w reprezentacji Francji.

## Kariera klubowa
Swoją karierę piłkarską Wendling rozpoczął w klubie SC Schiltigheim. Następnie został zawodnikiem RC Strasbourg. W sezonie 1952/1953 zadebiutował w jego barwach w drugiej lidze francuskiej. W 1953 roku awansował ze Strasbourgiem do pierwszej ligi. W Strasbourgu grał do końca sezonu 1956/1957. Wtedy też odszedł do Toulouse FC, gdzie grał w latach 1957–1959.
Latem 1959 roku Wendling odszedł z Toulouse do Stade de Reims. W sezonie 1959/1960 wywalczył z Reims mistrzostwo Francji, a po tytuł mistrzowski sięgnął także w sezonie 1961/1962. W 1965 roku zmienił klub i został piłkarzem ASPV Strasbourg. W 1966 roku zakończył w nim swoją karierę.
| Sezon   | Klub            | Kraj    | Rozgrywki  | Mecze | Bramki |
| ------- | --------------- | ------- | ---------- | ----- | ------ |
| 1951/52 | RC Strasbourg   | Francja | Division 1 | 0     | 0      |
| 1952/53 | RC Strasbourg   | Francja | Division 2 | 9     | 0      |
| 1953/54 | RC Strasbourg   | Francja | Division 1 | 8     | 0      |
| 1954/55 | RC Strasbourg   | Francja | Division 1 | 16    | 0      |
| 1955/56 | RC Strasbourg   | Francja | Division 1 | 27    | 0      |
| 1956/57 | RC Strasbourg   | Francja | Division 1 | 32    | 0      |
| 1957/58 | Toulouse FC     | Francja | Division 1 | 34    | 0      |
| 1958/59 | Toulouse FC     | Francja | Division 1 | 37    | 0      |
| 1959/60 | Stade de Reims  | Francja | Division 1 | 34    | 0      |
| 1960/61 | Stade de Reims  | Francja | Division 1 | 37    | 0      |
| 1961/62 | Stade de Reims  | Francja | Division 1 | 35    | 0      |
| 1962/63 | Stade de Reims  | Francja | Division 1 | 32    | 0      |
| 1963/64 | Stade de Reims  | Francja | Division 1 | 19    | 0      |
| 1964/65 | Stade de Reims  | Francja | Division 1 | 24    | 1      |
| 1965/66 | ASPV Strasbourg | Francja | Division 3 | ?     | ?      |

## Kariera reprezentacyjna
W reprezentacji Francji Wendling zadebiutował 11 listopada 1959 roku w wygranym 5:3 towarzyskim meczu z Portugalią. W 1960 roku został powołany do kadry na ten turniej i wystąpił na nim w przegranym 4:5 meczu z Jugosławią. Na tych mistrzostwach zajął z Francją 4. miejsce. Od 1959 do 1963 roku rozegrał w kadrze narodowej 26 meczów.
| Mecze i gole w reprezentacji | Mecze i gole w reprezentacji | Mecze i gole w reprezentacji | Mecze i gole w reprezentacji | Mecze i gole w reprezentacji | Mecze i gole w reprezentacji | Mecze i gole w reprezentacji |
| #                            | Data                         | Stadion                      | Rywal                        | Wynik                        | Gol                          | Rozgrywki                    |
| 1959                         | 1959                         | 1959                         | 1959                         | 1959                         | 1959                         | 1959                         |
| ---------------------------- | ---------------------------- | ---------------------------- | ---------------------------- | ---------------------------- | ---------------------------- | ---------------------------- |
| 1.                           | 11.11.1959                   | Paryż, Francja               | Portugalia                   | 5:3                          | 0                            | towarzyski                   |
| 2.                           | 13.12.1959                   | Paryż, Francja               | Austria                      | 5:2                          | 0                            | el. ME 1960                  |
| 3.                           | 17.12.1959                   | Paryż, Francja               | Hiszpania                    | 4:3                          | 0                            | towarzyski                   |
| 1960                         |                              |                              |                              |                              |                              |                              |
| 4.                           | 28.02.1960                   | Bruksela, Belgia             | Belgia                       | 0:1                          | 0                            | towarzyski                   |
| 5.                           | 16.03.1960                   | Paryż, Francja               | Chile                        | 6:0                          | 0                            | towarzyski                   |
| 6.                           | 27.03.1960                   | Wiedeń, Austria              | Austria                      | 4:2                          | 0                            | el. ME 1960                  |
| 7.                           | 06.07.1960                   | Paryż, Francja               | Jugosławia                   | 4:5                          | 0                            | ME 1960                      |
| 8.                           | 25.09.1960                   | Helsinki, Finlandia          | Finlandia                    | 2:1                          | 0                            | el. MŚ 1962                  |
| 9.                           | 28.09.1960                   | Warszawa, Polska             | Polska                       | 2:2                          | 0                            | towarzyski                   |
| 10.                          | 12.10.1960                   | Bazylea, Szwajcaria          | Szwajcaria                   | 2:6                          | 0                            | towarzyski                   |
| 11.                          | 30.10.1960                   | Sztokholm, Szwecja           | Szwecja                      | 0:1                          | 0                            | towarzyski                   |
| 12.                          | 11.12.1960                   | Paryż, Francja               | Bułgaria                     | 3:0                          | 0                            | el. MŚ 1962                  |
| 1961                         |                              |                              |                              |                              |                              |                              |
| 13.                          | 15.03.1961                   | Paryż, Francja               | Belgia                       | 1:1                          | 0                            | towarzyski                   |
| 14.                          | 28.09.1961                   | Paryż, Francja               | Finlandia                    | 5:1                          | 0                            | el. MŚ 1962                  |
| 15.                          | 18.10.1961                   | Bruksela, Belgia             | Belgia                       | 0:3                          | 0                            | towarzyski                   |
| 16.                          | 12.11.1961                   | Sofia, Bułgaria              | Bułgaria                     | 0:1                          | 0                            | el. MŚ 1962                  |
| 17.                          | 10.12.1961                   | Paryż, Francja               | Hiszpania                    | 1:1                          | 0                            | towarzyski                   |
| 18.                          | 16.12.1961                   | Mediolan, Włochy             | Bułgaria                     | 0:1                          | 0                            | el. MŚ 1962                  |
| 1962                         |                              |                              |                              |                              |                              |                              |
| 19.                          | 11.04.1962                   | Paryż, Francja               | Polska                       | 1:3                          | 0                            | towarzyski                   |
| 20.                          | 05.05.1962                   | Florencja, Włochy            | Włochy                       | 1:2                          | 0                            | towarzyski                   |
| 21.                          | 03.10.1962                   | Sheffield, Anglia            | Anglia                       | 1:1                          | 0                            | ME 1964                      |
| 22.                          | 24.10.1962                   | Stuttgart, RFN               | RFN                          | 2:2                          | 0                            | towarzyski                   |
| 23.                          | 11.11.1962                   | Paryż, Francja               | Węgry                        | 2:3                          | 0                            | towarzyski                   |
| 1963                         |                              |                              |                              |                              |                              |                              |
| 24.                          | 09.01.1963                   | Barcelona, Hiszpania         | Hiszpania                    | 0:0                          | 0                            | towarzyski                   |
| 25.                          | 27.02.1963                   | Paryż, Francja               | Anglia                       | 5:2                          | 0                            | ME 1964                      |
| 26.                          | 17.04.1963                   | Rotterdam, Holandia          | Holandia                     | 0:1                          | 0                            | towarzyski                   |